# Anthon Berg
Anthon Berg är en dansk chokladproducent. Marsipanbröd är en känd produkt. Företaget grundades 1884. År 1957 erhöll Anthon Berg den eftertraktade statusen som kunglig dansk hovleverantör. Sedan 1954 är Anthon Berg en del av Toms.

## Historia
I slutet av 1800-talet började choklad att bli alltmer populärt och grönsakshandlaren Anthon Berg testar att börja sälja kakaobönor. Hans lilla chokladbutik i centrala Köpenhamn blir snart väldigt populär. Det började att bildas köer och Berg gav ut gratis marsipan överdragen med choklad till de återkommande kunderna. År 1898 skapades den berömda marsipanbrödet.
År 1901 tog Anthon Bergs son Gustav berg över verksamheten. Under hans ledning skulle produktionen öka väldigt under början av 1900-talet. En fabrik öppnades i Köpenhamn där över 200 personer anställdes. När Gustav Berg gick bort 1938 togs produktionen och företaget över av Kai Berg.
År 1954 köpte företaget Toms upp Anthon Berg och år 1962 flyttade verksamheten från Köpenhamn till Toms huvudkontor i Ballerup.